# Vanløse Idræts Forening
Vanløse Idræts Forening (eller Vanløse IF, V.I.F.) er en dansk fodboldklub fra den københavnske bydel, Vanløse. Vanløse IF blev stiftet i 1921. Klubben spiller i sæson 2023-2024 3. division og befandt sig fra 1975-1976 i landets bedste række. VIF vandt i 1974 Landspokalturneringen.
Vanløse IF er en klub for begge køn og har i 2013 godt 1.000 medlemmer. Klubben er licensklub under DBU: i 2013 T-licens med ambition om snarest at opnå B-licens. Klubben har hjemmebane på Vanløse Stadion, som i 2012 gennemgik en renovering.
Fra d. 28. oktober 1972 til d. 26. maj 1974 spillede klubben 42 kampe og led blot ét nederlag. I den periode vandt Vanløse 3. division Øst i 1973 og året efter pokalturneringen ved i finalen at slå OB med 5-2. Pokaltriumfen resulterede i efteråret 1974 i to kampe mod portugisiske SL Benfica i Pokalvindernes Europa Cup, der blev tabt sammenlagt 1-8. 1974 blev kronet med oprykning til 1. division efter en suveræn førsteplads i 2. division.
I 1975 vandt Vanløse IF de første fire kampe og førte dermed 1. division. Det blev ikke til en titel, men klubben opnåede sin hidtil bedste placering med en 8. plads i 1. division. I 1976 sluttede Vanløse IF dog sidst og rykkede ned i 2. division. Men forinden havde man i april samme år givet debut til det 18-årige stortalent, Preben Elkjær, der efter blot seks måneder blev solgt til den vesttyske klub 1. FC Köln.
Vanløse IF spillede i 2. division fra 1977 til 1980 og igen i perioden 1986-93. I 1991 var klubben tæt på at rykke op i Superligaen, da Vanløse IF med spillere som Jan Michaelsen og Ole Bjur på holdet førte 1. division med tre runder igen, men endte med at måtte nøjes med en tredjeplads.
I 1995 rykkede klubben ned i Danmarksserien for første gang i 43 år. Der skulle gå 12 år før det lykkedes at rykke op igen.

## Nuværende spillertrup
Oversigten er opdateret til og med 7. juni 2022[kilde mangler]
| Nr. | Land    | Position | Spiller                         |
| --- | ------- | -------- | ------------------------------- |
| 1   | Danmark | MM       | Lasse Krogh (Anfører)           |
| 2   | Danmark | FO       | Magnus Højland                  |
| 3   | Danmark | FO       | Nicolai Johansen                |
| 4   | Danmark | MI       | Storm Jung                      |
| 5   | Danmark | FO       | Esben Wolf                      |
| 6   | Danmark | FO       | Daniel BV Nielsen               |
| 7   | Danmark | AN       | Marco Vinterberg                |
| 9   | Danmark | AN       | Karim El-Haddouchi              |
| 10  | Danmark | AN       | Ayoub Sørensen                  |
| 11  | Danmark | AN       | Rasmus Gaudin                   |
| 12  | Danmark | MI       | Esajas La Cour                  |
| 13  | Danmark | MI       | Gorm Hansen                     |
| 14  | Danmark | AN       | Simon Pedersen                  |
| 15  | Danmark | MI       | Simon Haages                    |
| 16  | Danmark | FO       | Oliver Lang                     |
| 17  | Danmark | AN       | Giran Pyne-Cole                 |
| 19  | Danmark | MI       | Christian Thorup                |
| 20  | Danmark | FO       | Emil Bodholdt                   |
| 21  | Danmark | MI       | Kasper Sindahl                  |
| 22  | Danmark | FO       | Frederik Skov                   |
| 23  | Danmark | AN       | Rasmus Lytsen                   |
| 25  | Danmark | FO       | Marius Qvarnstrøm               |
| 26  | Danmark | MM       | Martin Brøndahl Westphal Larsen |
| 27  | Danmark | FO       | Mads Tvilstegaard               |
| 30  | Danmark | FO       | Alexander Bouaziz               |

## Ekstern henvisning
- Vanløse IF's officielle hjemmeside

| Fodbold | Spire Denne artikel om en dansk fodboldklub er en spire som bør udbygges. Du er velkommen til at hjælpe Wikipedia ved at udvide den. |